# Zaćmienie Słońca z 12 sierpnia 1654

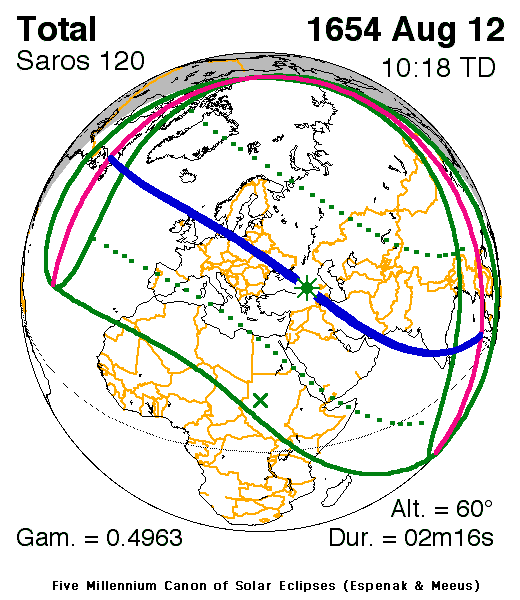
Zaćmienie Słońca z 12.08.1654

Całkowite zaćmienie Słońca z 12 sierpnia 1654 – zaćmienie Słońca widoczne w pasie od północno-wschodniego wybrzeża Labradoru, przez Ocean Atlantycki, Szkocję, Morze Północne, Danię, Morze Bałtyckie, Prusy Książęce i Rzeczpospolitą aż po Chanat Krymski, Imperium Osmańskie, Persję, Morze Arabskie, południowe Indie i Zatokę Bengalską. Zaćmienie osiągnęło swoje maksimum na wschodnich wybrzeżach Morza Czarnego, gdzie faza całkowita trwała 2 minuty 16 sekund.
Zaćmienie widoczne było jako częściowe w całej Europie, Afryce Północnej, na Bliskim Wschodzie oraz na większości obszaru Azji i Arktyki.
W dniu zaćmienia rozegrała się bitwa pod Szkłowem, a Księżyc przesłonił tam prawie 90% tarczy Słońca.
Obserwacje zaćmienia w Gdańsku prowadził astronom Jan Heweliusz. Obserwację fazy całkowitej uniemożliwiły mu jednak chmury, które pojawiły się w chwili, gdy słoneczny dysk był w połowie zakryty przez Księżyc. 
Zaćmienie obserwowane było również w Warszawie na dworze króla Jana Kazimierza z inicjatywy Pierre'a des Noyers, sekretarza królowej Ludwiki Marii Gonzagi. W miejscu obserwacji Księżyc przesłonił 99% tarczy słonecznej.